# Stop stop rock'n'roll
『stop stop rock'n'roll』（ストップ・ストップ・ロックンロール）は、山下久美子のライヴ・アルバムおよびライヴ・ビデオであり、1989年2月1日に日本コロムビア / BODYから発売された。フルタイトルは『stop stop rock'n'roll“LIVE”1988.12.5 TOKYO BAY N.K.HALL』（ストップ・ストップ・ロックンロール“ライヴ”1988.12.5 トウキョーベイN.K.ホール）。

## 概要
ライヴ・アルバムとしては、1987年に発売された『ACT RESS』、ライヴ・ビデオとしては、1985年に発売された『Panic』以来のリリースとなった。
この作品は、1988年12月5日に行われた東京ベイNKホール公演の模様を収録されている。

## ライヴ・アルバム

### 概要
前述の通り、1987年に発売された『ACT RESS』以来のライヴ・アルバムで、このアルバムからCDのみのリリースとなる。
11曲目の「KID」は、イギリスのロックバンドであるプリテンダーズが1979年に発表した楽曲のカヴァーで、2001年に発売されたカヴァー・アルバム『Souls』でアレンジを変更して再びカヴァーしている。

### 再発売
2009年4月20日に、オンデマンドCDとして再発売。
2020年10月21日に、デビュー40周年記念ベスト・アルバム『愛☆溢れて! 〜Full Of Lovable People〜』と同時に、UHQCD仕様で発売された。

## 収録曲
| 全編曲: 布袋寅泰。 |                                                 |                                                                            |                                                          |       |
| #                  | タイトル                                        | 作詞                                                                       | 作曲                                                     | 時間  |
| 1.                 | 「サヨナラ (ADIÓS)」                            | 山下久美子                                                                 | 布袋寅泰                                                 | 4:52  |
| 2.                 | 「優しくしたいの」                              | 山下久美子                                                                 | 布袋寅泰                                                 | 3:15  |
| 3.                 | 「C'est la vie」                                | 山下久美子                                                                 | 布袋寅泰                                                 | 4:40  |
| 4.                 | 「逢いたい」                                    | 山下久美子                                                                 | 布袋寅泰                                                 | 3:29  |
| 5.                 | 「微笑みのその前で」                            | 山下久美子                                                                 | 布袋寅泰                                                 | 2:59  |
| 6.                 | 「Lilith (British Fantasy)」                    | 山下久美子                                                                 | 布袋寅泰                                                 | 6:57  |
| 7.                 | 「MELODY - from Liverpool」                     | 山下久美子                                                                 | 布袋寅泰                                                 | 3:02  |
| 8.                 | 「Happy Birthday…to me〜Happy Birthday To You」 | 山下久美子 Mildred Hill, Patty Hill                                        | 布袋寅泰 Mildred Hill, Patty Hill                        | 6:07  |
| 9.                 | 「STAY」                                        | 山下久美子                                                                 | 布袋寅泰                                                 | 7:16  |
| 10.                | 「So Young〜My Way」                            | 佐野元春 Jacques Revaux, Claude François, Gilles Thibaut, 日本語詞: 中島潤 | 佐野元春 Jacques Revaux, Claude François, Gilles Thibaut | 8:22  |
| 11.                | 「KID」                                         | Chrissie Hynde                                                             | Chrissie Hynde                                           | 4:18  |
| 12.                | 「Stop Stop Rock'n' Roll」                      | 山下久美子                                                                 | 布袋寅泰                                                 | 5:45  |
| 合計時間:          | 合計時間:                                       | 合計時間:                                                                  | 合計時間:                                                | 61:02 |

## ライヴ・ビデオ

### 概要
前述の通り、1985年に発売された『Panic』以来のライブ・ビデオである。

### 再発売
1990年12月21日に再発売されて以降、DVDやBlu-ray含めて発売されていない。

## 収録曲
| 全編曲: 布袋寅泰。 |                                                 |                                                                            |                                                          |
| #                  | タイトル                                        | 作詞                                                                       | 作曲                                                     |
| 1.                 | 「サヨナラ (ADIÓS)」                            | 山下久美子                                                                 | 布袋寅泰                                                 |
| 2.                 | 「C'est la vie」                                | 山下久美子                                                                 | 布袋寅泰                                                 |
| 3.                 | 「微笑みのその前で」                            | 山下久美子                                                                 | 布袋寅泰                                                 |
| 4.                 | 「シャンプー」                                  | 康珍化                                                                     | 山下達郎                                                 |
| 5.                 | 「Lilith (British Fantasy)」                    | 山下久美子                                                                 | 布袋寅泰                                                 |
| 6.                 | 「MELODY - from Liverpool」                     | 山下久美子                                                                 | 布袋寅泰                                                 |
| 7.                 | 「Happy Birthday…to me〜Happy Birthday To You」 | 山下久美子 Mildred Hill, Patty Hill                                        | 布袋寅泰 Mildred Hill, Patty Hill                        |
| 8.                 | 「笑ってよ フラッパー」                         | 竹花いち子                                                                 | 村松邦男                                                 |
| 9.                 | 「STAY」                                        | 山下久美子                                                                 | 布袋寅泰                                                 |
| 10.                | 「So Young〜My Way」                            | 佐野元春 Jacques Revaux, Claude François, Gilles Thibaut, 日本語詞: 中島潤 | 佐野元春 Jacques Revaux, Claude François, Gilles Thibaut |
| 11.                | 「Stop Stop Rock'n' Roll」                      | 山下久美子                                                                 | 布袋寅泰                                                 |

## 参加ミュージシャン
- Guitar & Chorus：布袋寅泰
- Keyboards & Chorus：ホッピー神山
- Bass：松井恒松
- Drums：池畑潤二